# John Maynard
John Maynard ist eine der bekanntesten Balladen von Theodor Fontane. Sie wurde erstmals 1886 in Berliner Bunte Mappe. Originalbeiträge Berliner Künstler und Schriftsteller (Verlagsanstalt für Kunst und Wissenschaft vormals Friedrich Bruckmann München) veröffentlicht.
Die Ballade preist John Maynard, Steuermann des Passagierschiffs Schwalbe auf dem Eriesee, auf dem gegen Ende einer Fahrt von Detroit nach Buffalo Feuer ausbricht. John Maynard bleibt „in Qualm und Brand“ auf seinem Posten, bis das Schiff das Ufer erreicht, und rettet so alle um den Preis seines eigenen Lebens.

## Hintergrund

John Maynard Memorial in Buffalo

In der Nacht vom 9. zum 10. August 1841 geriet der Seitenraddampfer Erie auf der Fahrt von Buffalo nach Erie (Pennsylvania) in Brand, nachdem eine Ladung von Terpentin und Farbe, die bei den Kesseln abgelegt worden war, Feuer gefangen hatte. Das Schiff nahm daraufhin Kurs auf die acht Meilen entfernte Küste, ohne sie jedoch zu erreichen. Von den etwa 200 oder nach anderen Quellen bis zu 300 Menschen an Bord, darunter viele schweizerische und deutsche Zwischendeckspassagiere, wurden nur 29 gerettet. Der diensthabende Rudergänger Luther Fuller, der bis zuletzt auf seinem Posten ausgeharrt haben soll, überlebte schwer verletzt oder verstarb sofort, wurde jedenfalls von Kapitän Titus in der Liste der Toten verzeichnet.
Über die Katastrophe wurde nicht nur in der Presse berichtet; sie regte auch zu literarischer Verarbeitung an. In einer solchen, die 1845 unter dem Titel The Helmsman of Lake Erie in einer Sammlung frommer Geschichten von John Mason Neale in London erschien, heißt der Dampfsegler, der von Buffalo nach Erie fährt, Jersey, der heldenhafte Steuermann aber bereits wie bei Theodor Fontane John Maynard. Bei John Maynard, helmsman des Dampfboots Jersey, blieb es, als Harper's New Monthly Magazine im September 1854 eine weitere Version des Stoffes und in vielen Passagen wörtlich aus Neale  entnommen, jedoch ohne Nennung eines Autors in der Rubrik Editor's Drawer publizierte. In John Bartholomew Goughs kurzem Prosatext über den tapferen John Maynard von 1860 führt die Reise des Dampfers dann von Detroit nach Buffalo. Auf die Verwendung des Stoffes in den Vorträgen des Temperenzlers Gough wies Horatio Alger bei der Veröffentlichung seines Gedichts John Maynard. A Ballad of Lake Erie 1868 hin.
Ob Theodor Fontane von diesen Publikationen bei der Abfassung seiner Ballade Kenntnis hatte, ist nicht bekannt. Angewiesen war er darauf nicht. Denn als sein John Maynard frühestens im Spätsommer 1886 erstmals veröffentlicht wurde, hatte die dichtende Volksschullehrerin Ada Linden ihrerseits bereits eine gleichnamige Ballade über den Steuermann eines Schiffes Schwalbe verfasst, das auf einer Fahrt „über den Erie“ in westlicher Richtung in Brand gerät. „Vom sengenden Hauch der Flammen umglüht, […] // Hinlenkt das Schiff durch den Wogenbrand // Zum sicheren Hafen John Maynard“. Alle sind gerettet bis auf den Steuermann: „Am glühenden Steuer ein Todter steht. // So starb für sie Alle John Maynard.“ Die Ähnlichkeiten von Lindens Dichtung legen nahe, dass Fontane sie bei der Abfassung seiner Ballade kannte.
Deutsche Besucher waren oft enttäuscht, dass das von Fontane beschriebene Grab mit „Dankspruch“ der Stadt in „goldner Schrift“ auf dem „Marmorstein“ in Buffalo nicht zu finden ist. Der tapfere John Maynard, dessen Ballade in Deutschland noch heute vielfach zum Lehrplan des Deutschunterrichts gehört, ist dort so gut wie unbekannt. 1997 wurde deshalb in der Erie Basin Marina unmittelbar am See „zu Ehren der Legende von John Maynard“ eine Bronzegusstafel auf die Kaimauer montiert. Sie gibt Fontanes Gedicht in der englischen Übersetzung von Burt Erickson Nelson († 2009) wieder und erwähnt den Brand der Erie mit Luther (Augustus) Fuller am Ruder. Der Balladenschluss ab: „Sie lassen den Sarg in Blumen hinab“ ist auch im deutschen Original zu lesen.

## Gestaltung
Die Ballade besteht aus neun Strophen von unterschiedlicher Länge (2–10 Verse) und zwei Einzelversen am Anfang. Versmaß und Reim zeigen, dass es sich um einen Knittelvers handelt. Beinahe alle Verse haben vier Hebungen mit freien Senkungsfüllungen. Das bedeutet, dass es einheitlich pro Vers vier betonte Silben gibt und der Raum dazwischen sowie vor der ersten Hebung mit ein bis zwei unbetonten Silben in freier Verteilung gefüllt ist. Vor der ersten Hebung kann es auch gar keine Senkung geben, sodass der Vers mit einer betonten Silbe beginnt. Die beiden ersten Verse und die Namensnennung am Ende der Widmung sind verkürzt. Der Reim ist gemäß dem Knittelvers ein Paarreim. Diese locker gefügte Versform eignet sich besonders gut für Erzählgedichte und ist seit dem Mittelalter gängig, besonders für volkstümliche Gedichte oder Gedichte, die den volkstümlichen Tonfall nachahmen. Im Gegensatz zu der Lockerheit des Versmaßes steht die Strenge der Kadenzbildung. Jeder Vers endet männlich, d. h. mit einer betonten Silbe. Dadurch wird etwa die Hälfte der deutschen Wörter für die Gestaltung des Versendes ausgeschlossen. Fontane bringt den Vers hinsichtlich Versmaß und Kadenz in eine Balance. Diese ist charakteristisch für die Kunstballade und unterscheidet sie von der Volksballade. Auch die unregelmäßige Strophenbildung ist eine souveräne künstlerische Gestaltungsentscheidung Fontanes. Solcherart Individualität ist charakteristisch für die Kunstballade, insbesondere der großen Dichter, denn schon die Dichter „aus der zweiten Reihe“ gehen in der Regel standardisierter vor.
Die erste und letzte Strophe bilden inhaltlich und formal einen Rahmen um die sieben mittleren Strophen, in denen die letzte halbe Stunde vor dem Unglück geschildert wird. Dabei gelingt Fontane durch Variation der Motive (Feuer, Wasser, Reaktion der Passagiere, Dialog mit dem Steuermann) und das Herunterzählen der verbleibenden „Minuten bis Buffalo“, das jede Erzählphase abschließt, eine beklemmende und sich steigernde Verdichtung der Ereignisse. Im Ergebnis endet Fontanes Darstellung mit der Rettung aller Personen mit Ausnahme des Steuermanns John Maynard und dem Auseinanderbrechen des Schiffes aufgrund der befohlenen kontrollierten Strandung – und damit ganz entgegengesetzt zu den wirklichen Ereignissen. Auch die bombastische Beerdigung Maynards in der letzten Strophe steht im krassen Gegensatz zu dem tatsächlichen Schicksal des Steuermanns. Der Dankspruch auf dem Grabstein, der so ähnlich am Anfang des Gedichts einem Überlebenden in den Mund gelegt ist, zeigt durch Variation die Entwicklung von der individuellen Äußerung eines Betroffenen zur offiziellen Grabinschrift – zugleich bildet er einen Rahmen um die Ereignisse der mittleren Strophen, die durch diesen Kunstgriff als Rückblende erscheinen. Durch Rahmen und Variation wirkt das Gedicht von außen und innen her stark durchgeformt.
Die Ballade enthält normalerweise Merkmale der drei literarischen Gattungen, was auch hier der Fall ist. Als Erzählgedicht bedient es sich der Gestaltungsmerkmale von Lyrik (Verse, Versmaß, Reim) und Epik (Handlungsverlauf darstellen). Wörtliche Rede ist das entscheidende Merkmal der Dramatik.
Balladen erzählen von Begebenheiten, in denen Außergewöhnliches, Unheimliches oder Grauenvolles geschieht. Die bloße Wiedergabe des Unglücks und des in der Realität gescheiterten Rettungsversuchs ist für einen Dichter des Realismus trotz des tatsächlichen Leides zu vordergründig. Der Stoff verlangt nach poetischer Überformung. Bereits 1853 „erstellte Fontane selbstbewusst das Programm des literarischen Realismus“ mit der zentralen Forderung, den aus der Realität entnommenen Stoff zu poetisieren. Das geschieht hier in besonderem Maße durch die Stilisierung Maynards zum Helden. Mit übermenschlicher Kraftanstrengung setzt er sein Leben ein, um die Passagiere zu retten. Damit fängt Fontane das Außergewöhnliche ein, das die realen Ereignisse in poetischer Hinsicht nicht hergaben. Zugleich bewegt er sich in der bildungsbürgerlichen Tradition der Überhöhung einer Figur zum vorbildlichen Helden.

## Vertonung/Film
- Folkrockversion auf Regenballade von Achim Reichel – Bonustrack, nur auf der CD
- Ritter und Raben (Balladen); Otto Sander und das Oakmusic Ensemble, 2007, Patmos Verlag, http://d-nb.info/983468699/about/html
- Kurzspielfilm Wer ist John Maynard? (2009) von David Kremser mit Karoline Teska
- Vertonung von Danny Riedel (2009)
- Vertonung von Junge Dichter und Denker, Rap (2009)
- Elektropopvertonung von Kontrast (2014)
- Rockvertonung auf Melancholia (2018) – von Holly Loose – Lied Nr. 4
- A-cappella-Version auf der CD Muss man mögen von Maybebop, 2023, Ellenberger